# Куни, Фёдор Максимилианович
Фёдор Максимилиа́нович Куни (25 июня 1931 — 9 октября 2012) — советский и российский физик-теоретик, доктор физико-математических наук (1969), почётный профессор Санкт-Петербургского государственного университета, заслуженный деятель науки Российской Федерации.

## Биография
Родился 25 июня 1931 году в Ленинграде в семье оперных артистов. Окончил школу с золотой медалью и физфак ЛГУ — с отличием (1954).
С 1954 года работал на кафедре теоретической физики ЛГУ (СПбГУ): ассистент, старший научный сотрудник, доцент, профессор. Читал курс лекций «Статистическая физика и термодинамика» (для студентов 4 курса теоретических кафедр и кафедры оптики). В 1972 году создал лабораторию статистической физики и кинетики. Организовал кафедру статистической физики, которой заведовал с 1975 по 1990 годы.
Кандидат (1959), доктор (1969) физико-математических наук.
Диссертации:
- Кандидатская — «Дисперсионные соотношения и уравнение Лоу для рассеяния нуклонов на нуклонах»;
- Докторская — «Молекулярные корреляции в жидкостях и поверхностных слоях».

Заслуженный деятель науки Российской Федерации (1999).
Автор свыше 270 научных работ. В 1978 году был награждён Почётной грамотой Ленинградского университета за высокое педагогическое мастерство и подготовку научных кадров. Под его руководством защищены 24 кандидатских диссертации, пять его учеников стали докторами наук, трое из его учеников стали заведующими кафедрами. Научный совет Российской Академии наук по коллоидной химии и физико-химической механике включил в 1994 году персоналию Ф. М. Куни в научно-биографический справочник «Кто есть кто в области проблем поверхностных явлений», содержащий данные о ведущих учёных России и СНГ в области проблем поверхностных явлений и дисперсных систем. Соросовский профессор.
Умер 9 октября 2012 года после тяжёлой продолжительной болезни.

## Научные труды

### Монографии
- Статистическая физика и термодинамика: Учеб. пособие. — М.: Наука, 1981. — 351 с.
- Термодинамика и кинетика биологических процессов: Пробл. неравновес. термодинамики, кинетика переход. процессов, экстрем. принципы, переход. процессы в живых системах / [Ф. М. Куни, Л. Ц. Аджемян, А. П. Гринин и др.; Отв. ред. А. И. Зотин]. — М.: Наука, 1980. — 397 с.
- Проблемы кинетики конденсации. — Киев: ИТФ, 1983. — 26 с.
- Неизотермические эффекты конденсации. — Киев: ИТФ, 1983. — 29 с.
- Разделение неустойчивой и устойчивой переменных в многомерной кинетической теории фазовых переходов первого рода / Ф. М. Куни, А. А. Мелихов. — Киев: ИТФ, 1988. — 23 с. — (ИТФ-87-97Р).

### Избранные статьи
- Новожилов Ю. В., Куни Ф. М., Халфин Л. А. К методу промежуточной связи в мезонной теории // Вестник Ленинградского университета. — 1956. — № 4. — С. 51—68.
- Куни Ф. М. О дисперсионном соотношении для рассеяния нуклонов на нуклонах // ДАН СССР. — 1956. — Т. 111, № 3. — С. 571—574.
- Куни Ф. М. Дисперсионное соотношение для рассеяния нуклонов на нуклонах // Вестник Ленинградского университета. — 1957. — № 10. — С. 21—36.
- Куни Ф. М. Применение метода интегральных уравнений Лоу к задаче о рассеянии протона на протоне // ЖЭТФ. — 1958. — Т. 34, вып. 1. — С. 163—172.
- Куни Ф. М. О соотношениях между амплитудами рассеяния нуклонов на нуклонах и антинуклонов на нуклонах при больших энергиях // Вестник Ленинградского университета. — 1958. — № 16. — С. 24—26.
- Фок В. А., Куни Ф. М. О введении «гасящей» функции в дисперсионные соотношения // ДАН СССР. — 1959. — Т. 127, № 6. — С. 1195—1198.
- Куни Ф. М. Неравновесная статистическая термодинамика // Успехи физических наук. — 1973. — Т. 111, вып. 9. — С. 197—198. — doi:10.3367/UFNr.0111.197309o.0197.
- Куни Ф. М., Рощина Г. П., Чалый А. В. Обзор состояния физики простых жидкостей // Успехи физических наук. — 1974. — Т. 113, вып. 5. — С. 186—188. — doi:10.3367/UFNr.0113.197405j.0186.
- Куни Ф. М., Щёкин А. К., Гринин А. П. Теория гетерогенной нуклеации в условиях постепенного создания метастабильного состояния пара // Успехи физических наук. — 2001. — Т. 171, вып. 4. — С. 345—385. — doi:10.3367/UFNr.0171.200104a.0345.